# Times Higher Education World University Rankings
Times Higher Education World University Rankings – ranking najlepszych uniwersytetów na świecie przygotowywany przez brytyjskie czasopismo „Times Higher Education”. Publikowany jest corocznie od 2010 roku.
Uniwersytecki ranking „THE” jest postrzegany, obok Akademickiego Rankingu Uniwersytetów Świata i Światowego Rankingu Uniwersyteckiego QS, jako jedno z trzech najchętniej śledzonych zestawień tego typu.

## Historia
W latach 2004–2009 tygodnik „THE” (do 2007 roku jako „Times Higher Education Supplement”) publikował podobny ranking, pod nazwą Times Higher Education Supplement – QS World University Rankings, przy którego opracowywaniu redakcja periodyku współpracowała z brytyjską firmą Quacquarelli Symonds.
W 2014 roku redakcja czasopisma „Times Higher Education” rozpoczęła współpracę z holenderską firmą wydawniczo-analityczną Elsevier, która dostarcza dane do uczelnianych rankingów „THE”.

## Metodologia
W czerwcu 2010 roku redakcja tygodnika opublikowała informację o wprowadzeniu zmienionej metodologii przygotowania rankingu. We wrześniu tego samego roku opublikowany został nowy ranking „THE” – Thomson Reuters. Opisano wówczas stosowaną metodologię, kategorie wskaźników oraz wartości procentowe przypisane konkretnym wskaźnikom.
Część ze wskaźników uległa modyfikacji w porównaniu z wcześniejszymi zapowiedziami. W części rankingu „THE”, ankiecie dotyczącej reputacji szkół wyższych (reputation surveys), pracownicy naukowi objęci badaniem stanowią, w przeciwieństwie do tej przeprowadzanej przez firmę Quacquarelli Symonds (gdzie ankiety te stanowią 50% ostatecznego wyniku), statystycznie bardziej reprezentatywną próbę, ponieważ to zespół ludzi tworzących ranking dokonuje wyboru nauczycieli akademickich. Z kolei w przeprowadzanych przez QS ankietach organem wybierającym naukowców, którzy obejmowani są badaniem, są władze uczelni.
Dzięki sposobowi przeprowadzania badania ankietowego przez „THE” istnieje mniejsze prawdopodobieństwo, względem rankingu przygotowywanego przez QS, że wyniki są nieobiektywne, do czego przyczynia się nominowanie przez władze uniwersytetów lepiej przygotowanej kadry naukowej.
Z drugiej strony, podobnie jak pozostałe dwie instytucje prowadzące najpopularniejsze rankingi (Akademicki Ranking Uniwersytetów Świata i Światowy Ranking Uniwersytecki QS), pismo „Times Higher Education” krytykowane jest za sposób kompilowania rankingów uniwersyteckich. Powodem tych negatywnych ocen są niekompletne bazy danych, z których korzystają te trzy ośrodki, co prowadzi do skrajnej tendencyjności w stosunku do publikacji nieanglojęzycznych, co przekłada się na niższy wynik w zestawieniach tych uczelni, których prace cytowane są w periodykach pisanych w języku innym niż angielski.
Krytyka dotyczy też marginalizowania w rankingach szkół wyższych dwóch dziedzin, nauk społecznych i humanistycznych. Faworyzowanie w tych rankingach publikacji z zakresu nauk ścisłych i tych w języku angielskim wynika z różnego sposobu publikowania periodyków, ale też z nawyków cytowania w różnych dziedzinach.
Kryteria
| Ogólny wskaźnik                         | Indywidualny wskaźnik | Wartość procentowa                | Źr.   |
| --------------------------------------- | --- | --------------------------------- | ----- |
| aktywność zawodowa / innowacje          | - zysk z prac badawczych (na kadrę akademicką) | - 2,5%                            | [ 8 ] |
| różnorodność międzynarodowa             | - stosunek personelu międzynarodowego do krajowego - stosunek studentów zagranicznych do krajowych | - 3% - 2%                         | [ 8 ] |
| nauczanie (środowisko dla uczących się) | - ankieta dot. reputacji (nauczanie) - liczba tytułów doktora przypadających na nauczyciela akademickiego - liczba studentów przypadających na nauczyciela akademickiego - liczba nagród doktorskich/licencjackich - przychód na nauczyciela akademickiego | - 15% - 6% - 4,5% - 2,25% - 2,25% | [ 8 ] |
| badania (zasięg, zysk, reputacja)       | - ankieta dot. reputacji uczelni (badanie) - zysk z prac badawczych (skalowany) - artykuły na pracownika naukowego i badawczego - dochód z badań publicznych / całkowity dochód z badań                                                                    | - 19,5% - 5,25% - 4,5% - 0,75%    | [ 8 ] |
| liczba cytowań (wpływ z badań)          | - wskaźnik cytowań (znormalizowana średnia cytowań na czasopismo) | - 32,5%                           | [ 8 ] |

## Polskie uczelnie w rankingu
Ranking uniwersytetów obejmuje 5% uczelni na świecie. W edycji 2020 znalazły się w nim 4 polskie uczelnie: w przedziale lokat 601-800 uplasował się Uniwersytet Jagielloński oraz Uniwersytet Warszawski, natomiast w grupie miejsc 801-1000 Uniwersytet im. Adama Mickiewicza w Poznaniu oraz jako jedyna uczelnia techniczna - Politechnika Gdańska.